# Ascheloh
Ascheloh ist ein Ortsteil der Stadt Halle (Westf.) im Kreis Gütersloh, Nordrhein-Westfalen.

## Geschichte
Bis zur Franzosenzeit war Ascheloh eine Bauerschaft in der Vogtei Halle im Amt Ravensberg der Grafschaft Ravensberg. Ascheloh gehörte anschließend von 1807 bis 1810 zum Kanton Halle im Königreich Westphalen. Nach der Annexion großer Teile Norddeutschlands durch Frankreich verlief seit 1811 die neue Staatsgrenze zwischen dem Königreich Westphalen und Frankreich quer durch die Bauerschaft. Ein Teil von Ascheloh wurde dem Kanton Werther im französischen Departement der Oberen Ems angegliedert, während der andere Teil im Königreich Westphalen verblieb und dem Kanton Brockhagen im Departement der Fulda zugeordnet wurde. Damals (1811) zählte der zum Kanton Brockhagen gehörende Teil des Dorfes 112 Einwohner. Infolge der Flucht der französischen Truppen nach ihrer Niederlage in der Völkerschlacht bei Leipzig wurde Ascheloh 1813 wieder preußisch, kam 1816 zum neuen Kreis Halle und gehörte dort zum Amt Halle. 
Am 1. Juli 1969 wurde Ascheloh durch das Gesetz zur Neugliederung von Gemeinden des Landkreises Halle in die Stadt Halle (Westf.) eingegliedert. Am 1. Januar 1973 wurde Ascheloh als Teil der Stadt Halle (Westf.) dem Kreis Gütersloh angeschlossen.

## Einwohnerentwicklung
Nachfolgend dargestellt ist die Einwohnerentwicklung von Ascheloh in der Zeit als selbständige Gemeinde im Kreis Halle (Westf.)

Bevölkerungsentwicklung in Ascheloh
zwischen 1817 und 1965

| Jahr | Einwohner |
| ---- | --------- |
| 1799 | 310       |
| 1817 | 317       |
| 1900 | 314       |
| 1939 | 274       |
| 1946 | 407       |
| 1961 | 320       |
| 1965 | 343       |